# フランス領ルイジアナ

ルイジアナ
La Louisiane (フランス語)

ユトレヒト条約以前のヌーベルフランス

フランス領ルイジアナ（フランスりょうルイジアナ、フランス語: La Louisiane、英語: Louisiana）は、北アメリカ大陸のフランス植民地・ヌーベルフランスの一管轄地域の名前である。17世紀から18世紀にかけての名称であり、この地方を探検したフランス人の探検家ロベール＝カブリエ・ド・ラ・サールによって、フランス国王ルイ14世に因んでルイジアナと名づけられた。元々、その領域はミシシッピ川流域のほとんどを含んでおり、南北は五大湖からメキシコ湾まで、東西はアパラチア山脈からロッキー山脈まで広大に広がっていた。管理上は、アーカンザス川から北のアッパー・ルイジアナ（フランス語: Haute-Louisiane）とローワー・ルイジアナ（フランス語: Basse-Louisiane）に分かれていた。現代のアメリカ合衆国ルイジアナ州は、フランス領ルイジアナのほんの一部に過ぎないが、これはこの歴史的な地域の名前を貰ったものである。
1682年にラ・サールがこの地域を探検して、フランスが領有権を主張したものの、人も財源も不足していたために大きな発展は暫くの間無かった。フレンチ・インディアン戦争において、フランスがイギリスに敗れたことにより、1763年にミシシッピ川を境として東側をイギリスに、西側はフロリダと引き換えにスペインに割譲された。フランスは秘密の条約で西側の領土を取り戻したが、ナポレオン・ボナパルトが1803年にアメリカ合衆国への譲渡（ルイジアナ買収）を決め、フランスの支配は終わった。
アメリカとイギリスの間の国境を定めるために結ばれた1818年の条約で、北緯49度線より北にあった部分をイギリス領カナダに編入し、そこは今日ではアルバータ州とサスカチュワン州の一部となっている。

## 自然と地理

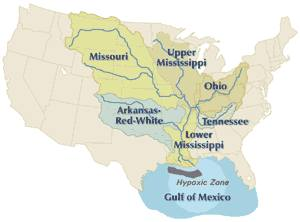
フランスはミシシッピ川とその支流の流域全部の領有権を主張した

18世紀、フランス領ルイジアナは今日のアメリカ合衆国中西部のほとんどを含んでいた。今日使われている意味合いでの国境の正式な定義が無かったので、その正確な境界を同定することは難しい。人口がそこそこあって、防御線が施されていたのは、ミシシッピ川渓谷周辺のみであった。おおまかに言って、北の境界は五大湖、特にミシガン湖とエリー湖である。東は、アパラチア山脈でイギリス領アメリカ植民地と境を接していた。西はグレートプレーンズとロッキー山脈が支配できていた境界であったが、そこから先はアメリカ州の先住民族が支配する「ワイルド・ウエスト」であった。南の境界はメキシコ湾であり、植民地の港を提供していた。
植民地のほとんどが平坦であり、ヨーロッパ人の移動には都合が良かった。平均標高は1,000 m 足らずである。西部にいくと山がちとなり、中南部ではオザーク高原が例外的な高地である。

### ローワー・ルイジアナ

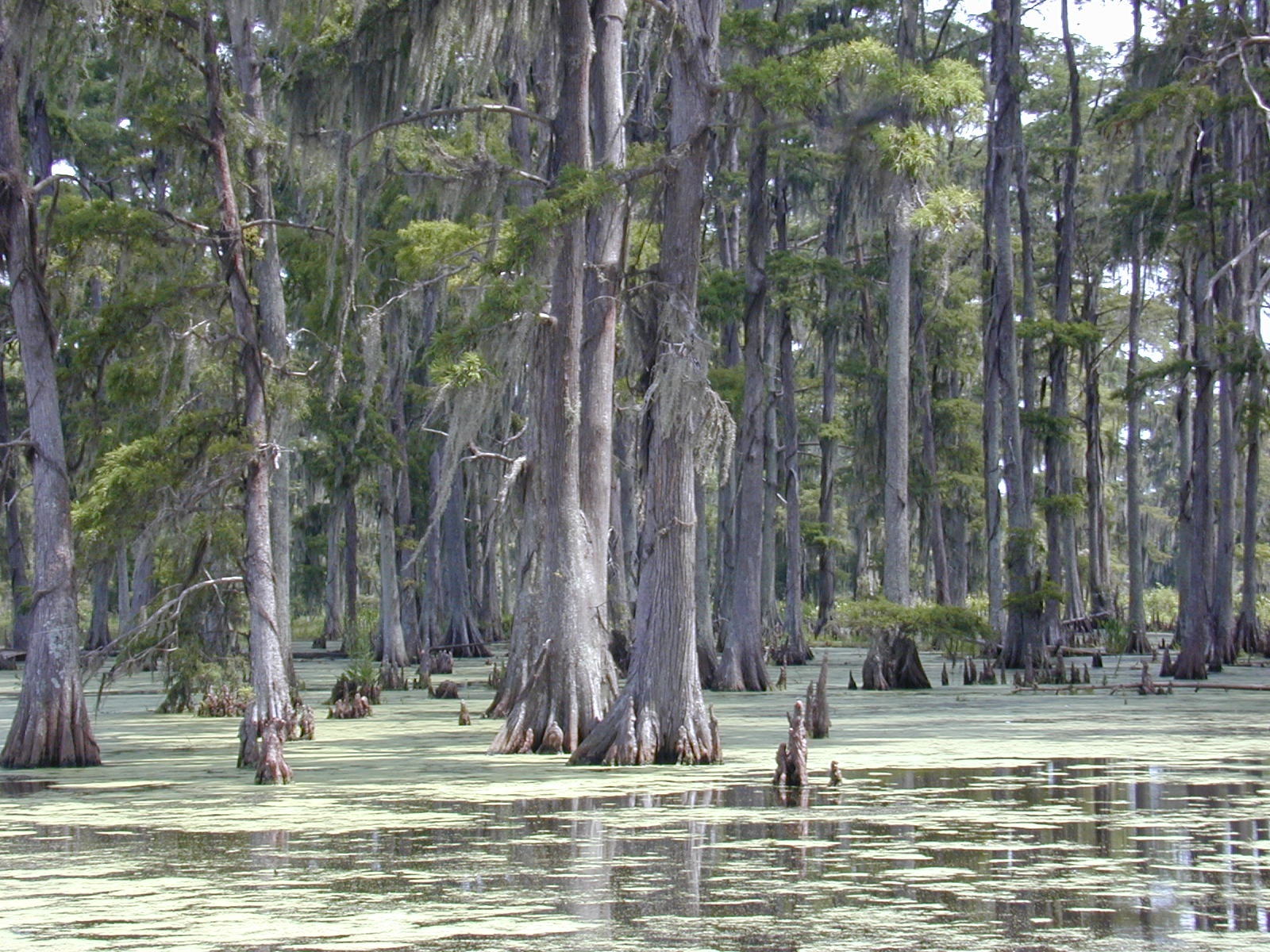
ルイジアナの湿地

フランス領ルイジアナの低地は、温和な気候であるが、晩夏から初秋にかけて起こるメキシコ湾沿岸のハリケーンが特徴でもある。冬季には霜が降りるが、米、タバコ、藍の栽培が可能である。この地域の地形の代表的なものは、ミシシッピ川三角州に見られる湖沼と多くの湿地である。ミシシッピ川から小川が分流し長く緩やかな流れを形成しており、総計数千キロメートルにおよぶ網目状の航行可能な水路となっている。

### アッパー・ルイジアナ
フランス領ルイジアナの上流地はほとんどが広大で肥沃な平原である。気候は夏季に暑く、冬季は北極風の影響を受ける。17世紀、この地域の大部分は森林で覆われており、動物が育つ環境に適していた。このために毛皮を求めて入ったヨーロッパ人も多い。その後の150年間に森林はほとんど無くなってしまった。

## 歴史

### 年譜

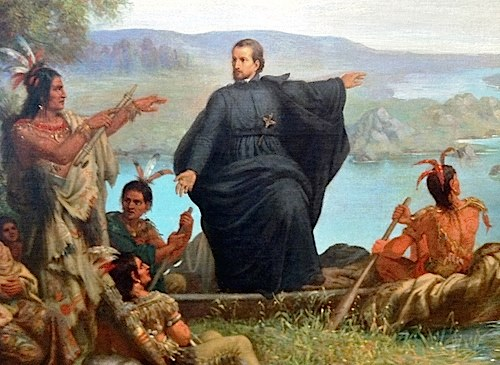
ジャック・マルケット

- 1673年: ルイ・ジョリエとジャック・マルケットがミシシッピ川の探検を始める
- 1682年: カブリエ・ド・ラ・サールがミシシッピ川を下り河口に達する
- 1699年: ピエール・ル・モアン・ディベルビーユがルイジアナ海岸を探検し、メキシコ湾岸のビロクシを建設する
- 1701年: アントワーヌ・ド・ラ・モトがデトロイトを建設する
- 1702年: ジャン＝バティスト・ル・モワン・ド・ビエンビーユ知事がルイジアナ植民地の首都としてモービルを建設する[5]
- 1713年: エチエンヌ・ド・バニアールがミシシッピ川探検の最初の報告書を出版する
- 1714年: ルイジアナで最古の恒久的開拓地ナキトッシュがルイ･ジュシュリュー・ド・サンデニにより建設される
- 1717年: 黒人の公式徴兵がルイジアナで始まる
- 1718年: ニューオーリンズが建設される
- 1719年: モービルに最初のアフリカ黒人奴隷船が寄港、上陸する[5]
- 1720年: ビロクシがフランス領ルイジアナの首都になる
- 1720年: スペインのビラスール遠征隊がコロンバスの近くでポーニー族に襲われ、スペインの領土内侵入は1763年まで中断される
- 1723年: ニューオーリンズがフランス領ルイジアナの公式首都になる
- 1723年: ブランズウィック近くにオーリンズ砦が建設される
- 1762年: 秘密条約・フォンテーヌブロー条約 (1762年)の調印で、秘密裏にフランスがスペインにルイジアナを割譲
- 1763年: パリ条約でフランスがミシシッピ川の東側とカナダをイギリスに割譲。ケイジャンのニューオーリンズとミシシッピ川の西への移住が開始される
- 1764年: ピエール・ラクレドがセントルイスを建設する
- 1764年: フォンテンブロー条約の内容が暴露される
- 1768年: クレオールとドイツ人の開拓者が1768年の反乱で新しいスペイン知事を逃亡させる（ルイジアナ動乱 (1768年)（英語版））
- 1769年: スペインが反乱を鎮圧し、首謀者を処刑。公式にスペインの法制下に入れる
- 1778年: フランスが英国に宣戦布告。アメリカ独立戦争に参加。
- 1779年: スペインが英国に宣戦布告。
- 1788年: ニューオーリンズ大火 (1788年)（英語版）でニューオーリンズの大半を亡失。スペインのスタイルで再建される
- 1800年: 秘密条約・サン・イルデフォンソ条約の調印で、秘密裏にフランスがスペインからルイジアナを取り戻す
- 1803年: ナポレオン・ボナパルトがアメリカ合衆国にルイジアナを譲渡
- 1804年: 3国の旗の日（英語版）。スペインが公式にルイジアナをフランスに返却。続いてフランスがアメリカ合衆国に譲渡

### フランス領ルイジアナの探検と征服

#### 17世紀:探検
1660年、フランスは現在のカナダ東部から北アメリカでの拡張政策を開始した。その目的は中国（清）への北西経路の開拓、毛皮や鉱物資源といった領土内の自然資源の開発、および先住民をキリスト教徒に改宗させることであった。毛皮交易業者が当時の「上部地方」（ケベックからみて上流の五大湖周辺）の探検を始めた。1659年、ピエール＝エスプリ・ラディッソンとメダール・シュアール・デ・グロセイユールが、スペリオル湖の西端に到達した。1668年、聖職者が使節団を派遣し、スーセントマリーなどの伝道所を作った。1673年5月17日、フランス人ルイ・ジョリエとジャック・マルケットがミシシッピ川の探検を始め、その川をSioux Tongo（大きな川）すなわちミシシッピ（オジブウェー語）と名づけた。二人はミシシッピ川の支流アーカンザス川の合流点まで辿りつき、そこから上流へ遡って、ミシシッピ川が期待していた太平洋にではなく、メキシコ湾に流れ込む川であることを明らかにした。1675年、マルケットはイリノイ川のカスカスキアの集落に伝道所を作り、その伝道所は1690年に恒久的なものとなった。
1682年、カブリエ・ド・ラ・サールとイタリア人アンリ・デ・トンティがミシシッピ川を下り河口の三角州に達した。2人は23名のフランス人と18名のインディアンと共にイリノイ川のクレブキュール砦を出発した。一行は後にテネシー州メンフィス市になる場所にプルドーム砦を建設し、フランス王ルイ14世に因んで名づけた「ルイジアナ」の渓谷全体にフランスの主権を主張することになった。また、カパウ族インディアンとの同盟条約にも調印した。1682年4月、ミシシッピ河口に到着した。この後ラ・サールはヴェルサイユに戻り、海事大臣を説得してルイジアナの支配権を認めさせた。ラ・サールはミシシッピ川が実際よりも西にあるような地図を描いてルイジアナがニュースペインに近いと主張した。ラ・サールは4隻の船を仕立て、320名の移民を乗せてルイジアナへ向けた航海に出た。不運にもラ・サールはミシシッピ三角州を見つけられず、テキサスの海岸に植民地を建設しようとした。ラ・サールは1687年にテキサスのナバソタ近くで自分の探検隊の一員に暗殺されたと記録されている。

#### 18世紀:実質的な植民地化の開始
1701年、フランス人アントワーヌ・ド・ラ・モトが現在のミシガン州デトロイトの地に砦を建設した。当初、その植民地は海軍大臣ポンシャルトラン伯ルイ・フェリポーに因んで、デトロイトのポンシャルトラン砦と名づけられた。ラ・モトは毛皮の交易がイロコイ族やイギリス人商人の手に渡ることを阻止しようと考えた。また、デトロイトでインディアンとの同盟を進め、彼らとの同化を進めようとしていた。ラ・モトは100人の人々、半分は開拓者、半分は兵士、それに2人の宣教師と共に1701年6月5日にモントリオールを出発した。6月24日、目的地に到着した一行は直ぐに砦の建設を開始した。これに先立つ1698年、ピエール・ル・モアン・ディベルヴィルがラ・ロシェルを出て、ミシシッピ河口のあたりを探検していた。ディベルビーユはフランスに帰る前にモーレパと呼ぶ心許ない砦をビロクシに建設した。ディベルビーユはメキシコ湾に2度戻り、1702年にはモービルの砦を建設した。ディベルビーユは1699年から1702年までルイジアナの知事を務め、彼の弟が1702年から1713年まで後を継ぎ、またディベルビーユが1716年から1724年までと1733年から1743年まで知事を務めた。1718年、ジャン＝バティスト・ル・モワン・ド・ビアンヴィルがルイジアナの遠征を命じた。ビアンヴィルはニューオーリンズ市（仏名はヌーヴェルオルレアン）を建設し、摂政のオルレアン公に敬意を表して市の名前を付けた。建築家のアドリアン・ポージェがニューオーリンズのフレンチ・クオーターの都市計画図を作った。

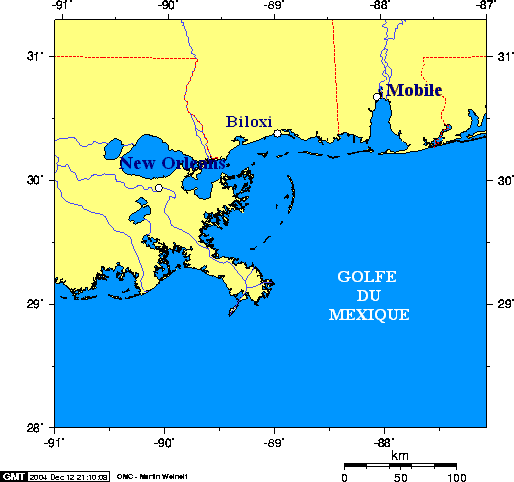
ディベルヴィルが探検した地域

1713年のユトレヒト条約でスペイン継承戦争が終結した。これは、ルイジアナにおけるフランスの力の弱化の始まりでもあった。ルイ14世はその孫であるフェリペ5世がスペイン王家を継がせることに成功したが、フェリペ5世はフランスの王位継承権を放棄していた。さらにアカディアと西インド諸島の植民地が幾つか失われた。ルイジアナはフランス領として残ったが、北アメリカのイギリス植民地からの影響が増大するという懸念があった。フランス国王はこの影響をアパラチア山脈の東に押し込めておこうとして、ルイジアナの西に位置するニュースペインとの同盟を試みた。この政策は家族の絆で正当化されるものであるが、スペイン植民地の鉱物資源や貿易の促進という思惑もあった。ルイ14世は西方への探検を奨励した。1714年、ルイ･ジュシュリュー・ド・サンデニがレッド川を航行し、リオ・グランデ川まで行き着いた。同じ年、エチエンヌ・ド・バニアールがミズーリ川を航行した。フランスの影響力の範囲は相当に拡がってきており、これらの航行はアメリカ西部への探検の基礎となった。

## 政治および管理機構
フランス本国よりも数倍大きい領土であるルイジアナに絶対君主制を適用するのは容易なことではなかった。ルイ14世とその後継者は植民地にも専制政治を押し付けようとしたが、植民地の管理者にそうするための財源的な裏づけを与えることなしにすることが多かった。

### ルイジアナにおける絶対主義

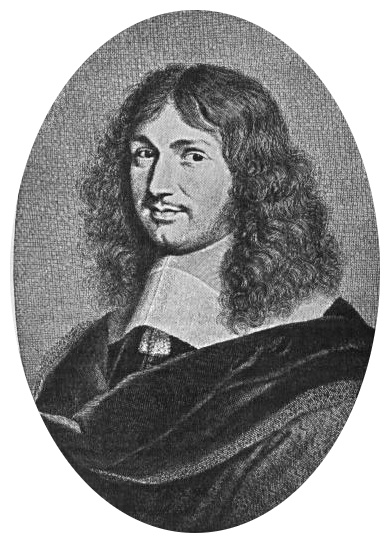
コルベール

アンシャン・レジームの指導者たちはヌーベルフランスの管理を行い、奨励したが、それにはさまざまな理由があった。
アンリ4世の治世（1553年-1610年）では、ヌーベルフランスの植民地化が積極的に推進された。ブルボン朝フランス王国の初代国王であるアンリ4世は、個人的に海外情勢に興味を持った。17世紀、宰相のリシュリューとコルベールは植民政策を推進した。ルイ14世とその閣僚はヨーロッパの他の国家と常に争っている王国の大きさに懸念を抱いていた。ヨーロッパの対立関係と政治的な同盟ゲームはルイジアナの歴史に直接あるいは間接に大きな影響を及ぼした。新世界におけるイギリスの影響力を制限したいという望みが常に王家の政策であった。
太陽王ルイ14世は、北アメリカの仲裁者の外患と対抗する力を制限することに注意を払った。ルイ14世は貴族院すなわち議会を欲しなかった。1685年にはヌーベルフランスにおけるすべての出版を禁じた。1660年代、植民地は王家の財産であった。1712年から1731年にかけて、フランス領ルイジアナは裕福な実業家アントワーヌ・クローザットの支配下に入り、その後ジョン・ローによって作られたミシシッピ会社が管理し植民地に入る移民の募集を行った。1731年、ルイジアナはフランス王家の支配下に戻った。フランス本国とは逆にパリの法律に基づく同じ法律（当時としては平等主義的）が植民地全体に適用された。これは暫く平衡を図るものとして働き、権威に対する暴動や反乱が稀なものとなった。しかし、中央集権化された政府はフランスとルイジアナを分かつ距離を考えれば無理があった。17世紀の終わりから18世紀の初めに掛けて、メキシコ湾の植民地人はほとんど完璧に自分達だけでやっていくしかなくなり、本国よりも先住民族をはるかに当てにするようになっていた。しかし、この距離が利点になることもあった。植民地人が密貿易をやっても罪に問われなかったからである。ルイ14世の海軍と貿易に関する大臣ジャン＝バティスト・コルベールは国庫を膨らませることに熱心であった。コルベールは貿易会社を解散させ、国と植民地における生産量の増加に注意を払った。重商主義者としてのコルベールはできる限り多くのものを売り、輸入に頼らないことが必要だと考えた。フランスの貿易独占を目指した。君主制の出費を抑えることを欲した。しかし、アメリカの植民地を動かして行くには多くの金を投資し、重要な人的資源を活躍させる必要があった。フランス本国では経済的な基盤（工場や港）に多くの労力が割かれたが、ルイジアナでの投資は不十分であった。人や物を動かす機能について何の計画も立てられなかった。一方でフランスの懐は戦争のために疲弊していたが、ルイジアナの植民地人は本国に税金を納める必要が無く、悪名高い塩税も免れていた。

### 植民地の管理

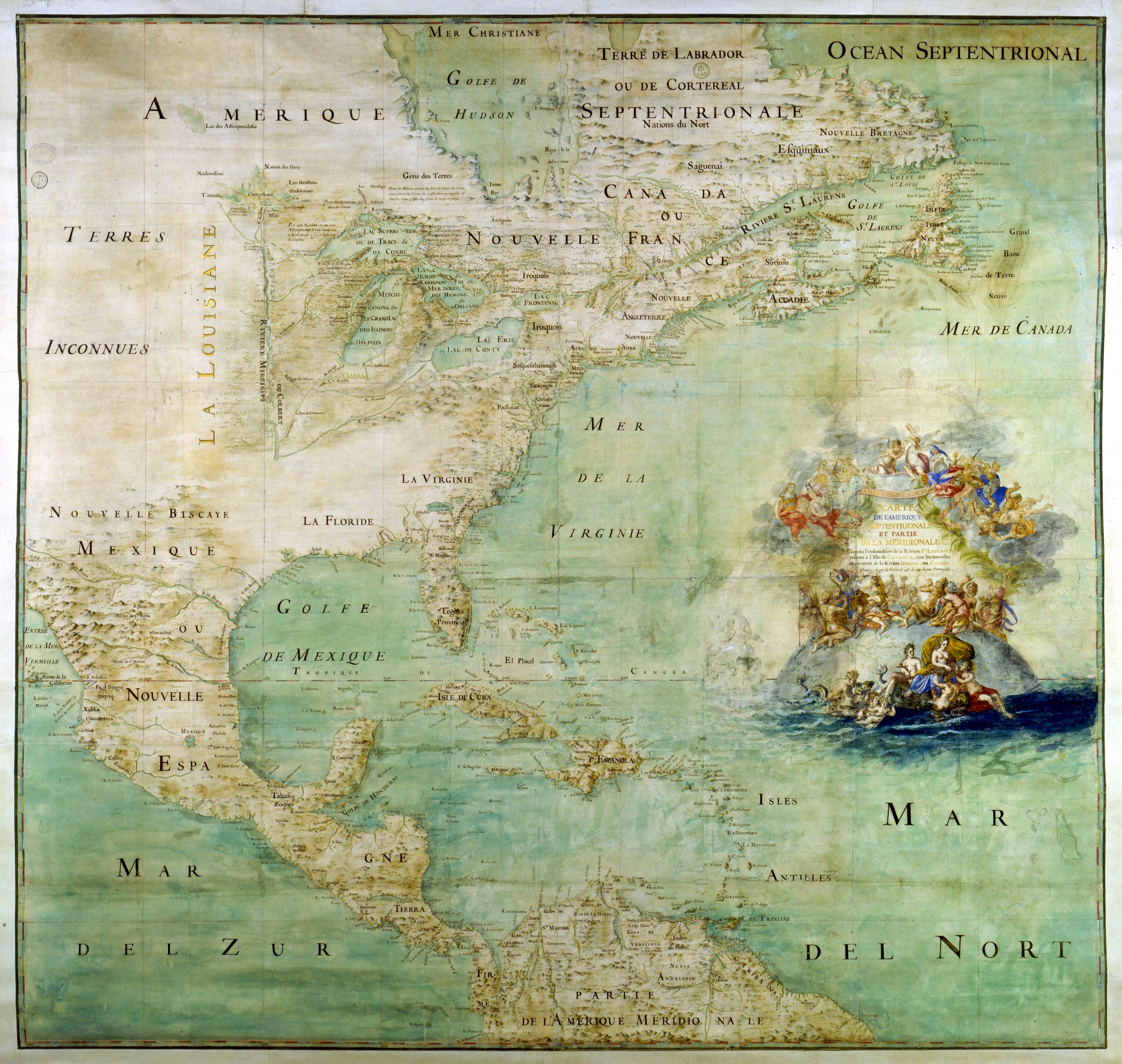
17世紀の北アメリカ地図

アンシャン・レジームの下で、ルイジアナはアメリカにおけるフランス帝国の大きな植民地ヌーベルフランスの一部となった。これには今日のカナダも含まれていた。ヌーベルフランスは元々総督によって治められていた。この地位はバンタドール公によって独占されていた。そこでブルボン朝の他の所有物と同様に議会を備えることにした。その首都は1759年までケベック市に置かれた。一人の総督と一人の監督官が任命されこの広大な帝国領土を治めることになった。理論上はルイジアナがカナダの属国になった。さらに、カナダの植民地人によって探検され移民がおこなわれたので、フランス本国からの開拓者の数よりも多くなった。ニューオーリンズとケベックも遠大な距離があったので、都市や砦の外では情報連絡も限られたものになった。
フランスの開拓地は広く分散していたので、事実上自治的な性格のものになっていた。ヌーベルフランスの広大で多様な植民地を、ルイジアナを含む5つの政府にわけて管理することが決められた。五大湖の南のイリノイは1717年にルイジアナに付け加えられた。フランス領ルイジアナの最初の首都はモービルであった。続いて1720年にはビロクシに、1722年にはニューオーリンズに変えられた。ルイジアナの知事は最も顕著な性格のものであったが、最も力を持っていたわけではなかった。知事は軍隊を指揮し、外交関係の責任があった。第二の地位は警察の長官であった。その機能はフランスの監督官に似ており、管理をし、王の代行となり、司法や警察力および財政にかんする権限があった。この知事と長官で、予算、商品価格の設定、高等委員会（法廷）の議長および国勢調査の統括も行った。国王に指名されるルイジアナの兵站士官は、時には知事の部下と諍いを起こすくらいの広い権限があった。内陸の軍事基地は司令官達によって統率された。

## 宗教的活動

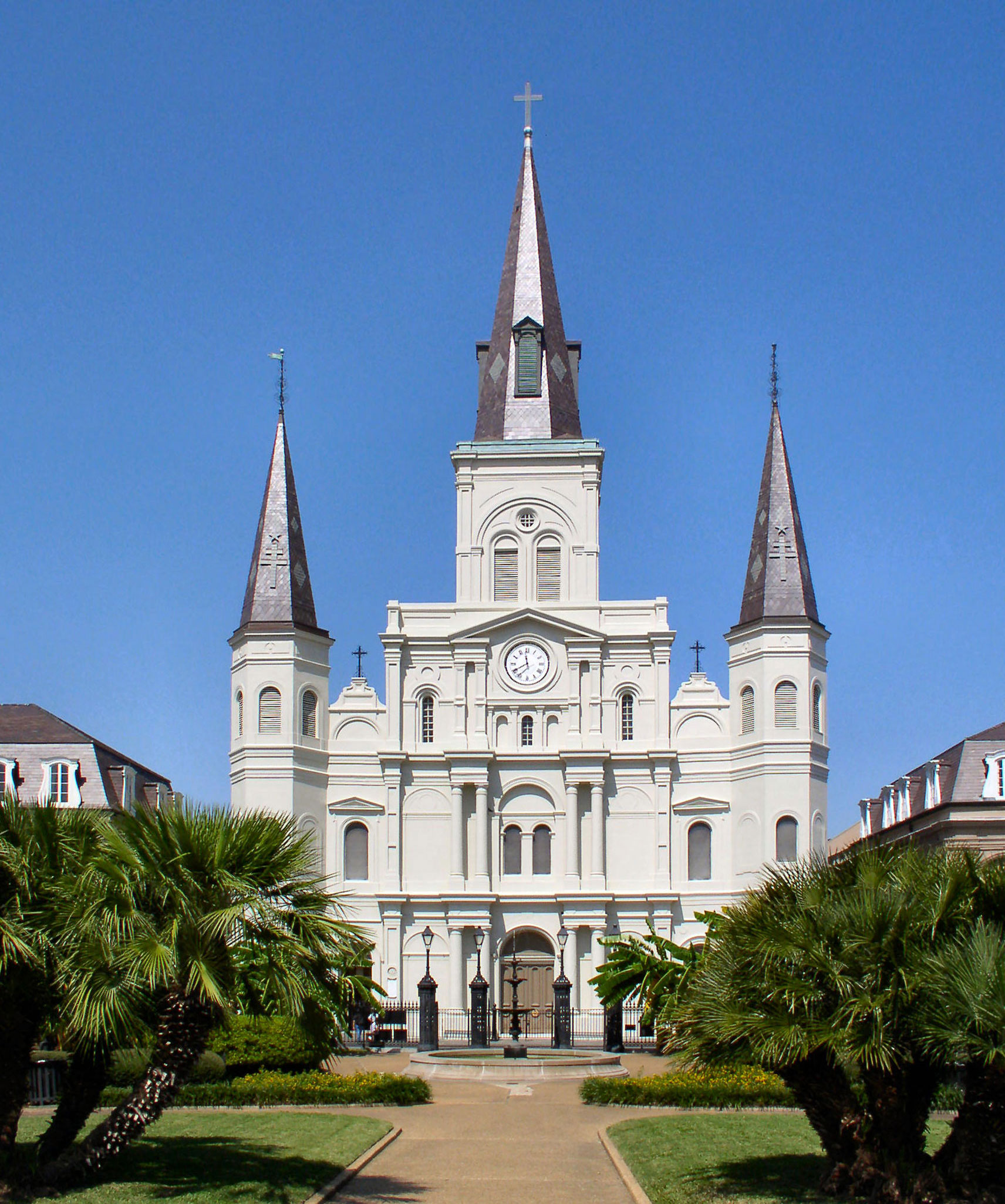
ニューオーリンズのサン・ルイ大聖堂

北アメリカのフランス領は一つの教区の権威下にあり、その本部はケベックにあった。大主教は国王が指名し報酬を払っており、ヌーベルフランスの精神面の首長となった。宗教的な制約は緩やかであったので、住民の信仰心は大変弱いものであった。ルイジアナの住民はフランスやカナダよりも信仰的な生活にかけるものが少なかった。十分の一税、すなわち信仰の証として牧師に納めるものもフランスより少なかった。それでも教会はフランス領ルイジアナの探検に重要な役割を果たした。イエズス会を中心とする使節団を送り、先住民族の改宗を進めた。学校や病院を建てた。1720年にはアーサリン教団（en）がニューオーリンズで病院を運営した。教会と宣教師達はアメリカ・インディアンとの接点を作った。17世紀のマルケット師のような聖職者は探検隊にも加わった。イエズス会は祈りの書を多くのインディアン言語に翻訳し、インディアンの改宗の役に立てた。インディアン種族と共に生活する場合もあり、他の習慣や信仰との混合主義を避けることはできなかった。心からのまた恒久的な改宗者の数は限られており、宣教師の教えを受けた者は三位一体に心酔して心の高みに入るか、全く拒絶するかであった。

## 植民地社会
北アメリカのフランス植民地の全人口を推定することは困難である。歴史家は開拓者や奴隷の数をかなりの正確さで推定する資料を持っているが、インディアンの数を数えることが困難であった。18世紀のルイジアナ社会は、人種が混ざり合っていたことは事実である。

### 先住民族
人口統計学者のラッセル・ソーントンによれば、1500年頃の北アメリカの先住民族人口は約700万人であった。16世紀以降、この人口が急減した。主にヨーロッパから持ち込まれた疫病によるものであり、インディアンは免疫力が無かった。17世紀の末に、ローワー・ルイジアナに住むインディアンは10万人から20万人程度に過ぎなかったと推測される。公的には禁じられていたものの、18世紀の初めから少数のインディアンが奴隷として雇われていた。これらの奴隷は敵対種族との戦闘で捕らえられたものであった。フランス人植民地人に売られたインディアンは西インド諸島のサン＝ドマングや時にはカナダに送られた者もいた。ルイジアナの農園経営者はアフリカ人の奴隷を使うことを好み、インディアンは従僕として使われることがあった。

### アフリカ人奴隷

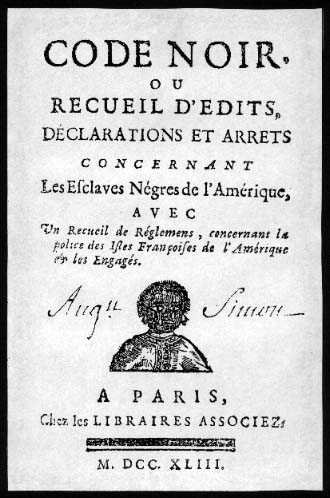
黒人法 （Code Noir）

1717年、フランスの財務大臣ジョン・ローはルイジアナに黒人奴隷を輸入することを決めた。その目的はローワー・ルイジアナのプランテーション経済を発展させることであった。インドの会社がこの地域の奴隷貿易を独占していた。1719年から1743年にかけて、およそ6,000名の奴隷がアフリカから輸入された。これら奴隷の一部はイリノイに送られ農場の耕作や鉱山労働に使われた。ローワー・ルイジアナの経済は結果的に奴隷に頼るものとなった。他のフランス植民地と同様に、奴隷の条件は「奴隷法」によって規定された。しかし、この法が広範囲に適用されたわけではなく、奴隷にはある程度の自由度があった。当初、公休日には奴隷が耕作して育てた穀物の一部を売ることが許された。あるものはプランテーションとは離れて、狩りに、木こりにあるいは家畜を飼った。人種間の結婚や奴隷が集団を作ることは禁じられていたが、同棲や女性が家の主人であることはしばしば見られた。奴隷の生活と仕事は厳しく、特に収穫の季節は疑いも無く大変であった。また運河の維持は退屈な重労働でもあった。
奴隷の住まいは質素であった。単純な藁布団で眠った。多くの者はいくつかのトランクと台所用品を持っていた。奴隷の条件は主人から受ける待遇によって変わった。主人が残酷な場合、しばしば逃亡し沼地かニューオーリンズの市内に隠れた。しかし、逃亡奴隷が作った社会（マルーン）は多く短命であった。ルイジアナには西インド諸島で見られるようなマルーンの集落が知られることは無かった。一方で、カリブ海地方で見られた奴隷の反乱はあまり無かった。自由になれる確率が低く、また自由を買うこともできなかった。自由を得た奴隷（女性や元兵士に見られた）は小さな地域社会を形成し、差別と戦わねばならなかった。裁判になると彼らには厳しく、武器を持つ権利が無かった。奴隷はルイジアナ社会のクレオール化（言語、文化などの様々な人間社会的な要素の混交現象）に貢献した。奴隷はアフリカからオクラをもたらしたが、これがガンボ（アメリカ南部の料理）の準備に使われた。黒人法は黒人がキリスト教の教育を受けることを要求していたが、多くは密かに原始宗教を信じ、あるいは2つの信教の要素を結合させた。

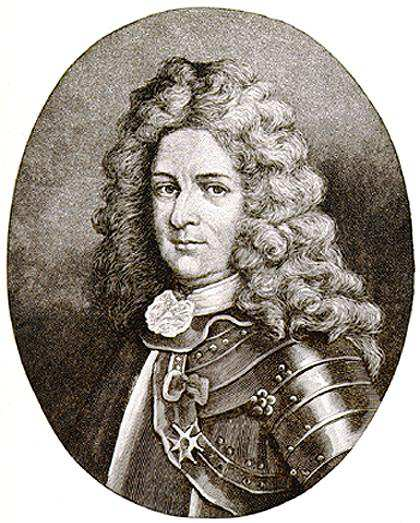
18世紀初期のルイジアナ知事ディベルビーユ

### 植民地人

#### クレオールとは誰か？
18世紀中に7,000名のヨーロッパ人がルイジアナに移民したと想定されているが、これは大西洋岸のイギリス植民地人の数の100分の1に過ぎなかった。フランス人植民者についてみると、西インド諸島の方がルイジアナよりかなり多かった。大西洋を渡るには数ヶ月を要し、開拓者はその先も困難に挑戦しなければならなかった。生活条件は厳しいものがあった。何かを解決してもまた新たな厳しい環境と向き合わねばならなかった。多くの者が航海中あるいは到着してから間もなく死亡した。フランスでは経験したことのないハリケーンが繰り返し海岸を襲い、集落全体を破壊することもあった。ミシシッピ川三角州特有の不健康さ、つまり繰り返し見舞ってくる黄熱病がもう一つの植民地破壊要因であった。さらに、フランス人の集落や砦は攻撃的な敵からは必ずしも万全でなかった。孤立した開拓地に入った集団にとって、インディアンの攻撃は現実的な脅威であった。1729年のナチェズの攻撃はローワー・ルイジアナで250名が殺された。ナチェズ族インディアンの部隊がロザリー砦（現在のミシシッピ州ナチェズ）を急襲し、開拓者を殺害し、中でも妊婦まで殺した。フランスがその後2年間に取った反応は、ナチェズ族を逃がすか奴隷としてサン＝ドマングに強制移住させるかであった。
植民地人はフランスの港やパリで志願者を集めた、多くは若い男性であった。多くの者が年季契約の奉公人であり、契約書で定められた年限をルイジアナに留まることが求められた。この期間は「一時的な奴隷のようなもの」であった。植民地の人口を増やすために若いフランス女性が植民地に送られそこの兵士と結婚し、国王が手配した持参金を与えられた。売春婦、路上生活者、法を犯した者、あるいは家族のいない女性が「国王の親書」を持ってルイジアナに行くことを強制された。特にルイ15世治世初期の摂政時代はこれが甚だしかった。これら女性の話が、1731年にアベ・プレヴォーによる小説「騎士デ・グリューとマノン・レスコーの物語」に結実した。フランス領ルイジアナにはスイス人やドイツ人開拓者の社会もあった。しかし、王室の役人は常に人口を著すときに「ルイジアナ人」とはせず、「フランス人」とした。七年戦争の後は、様々な集団の到着で人口が増え、より多くの人種・民族が混じり合う形になった。スペイン人開拓者、サン＝ドマングからの逃亡者（特に1791年以降）、フランス革命の敵対者、およびケイジャンであった。1785年、アカディア出身の人々1,633名がフランスからニューオーリンズに連れてこられた。イギリスから母国を追われて30年後のことであった。他にも独自のやり方でルイジアナに流れてきたアカディア人がおり、約4,000名が入植したと考えられている。

#### 小作人、熟練職人、商人
当時の社会的流動性はフランスよりもアメリカの方が高かった。ミシシッピ川の堤には封建制が強制されなかった。階層的な組織や厳格な規則を持った企業はほとんど無かった。特定の貿易業者が急速に財産を作り上げた。ルイジアナの大規模農園主はフランスの生活様式を踏襲した。パリで流行している鬘や衣類を輸入した。イリノイでは富者が石造りの家を建て、数人の奴隷を使った。大きな貿易業者はほとんどニューオーリンズの周りに住まいを構えた。

#### フランス兵
フランス王は敵対的勢力との紛争の際には軍隊を派遣した。1717年ミシシッピの植民地には人口550名の中に300名の兵士がいた。しかし、植民地の軍隊は、フランス本国の軍隊にも似て、脱走が多かった。相当数の逃亡兵士が探検家にもなった。弾圧が厳しかったので反乱はほとんど無かった。軍隊は領土の支配のために重要な場所を保持した。兵士は砦を造り、頻繁にインディアンとの交渉を行った。

#### 森の走者
「森の走者」(coureurs des bois)が北アメリカにおけるフランスの影響力を拡げる上で重要な役割を果たした。17世紀の終わりまでに、これら冒険者達はミシシッピ川を隈無く旅した。彼らは金脈を見つけたり、インディアンと毛皮を交易して利益を上げることを期待して衝き動かされていた。毛皮の交易はしばしば免許もなく行われており、それだけ難しい行動であったので、未婚の若い男性が従事することが多かった。多くの者は行く行くは定住して農業を営もうと考えていた。一方でかなりの数の者が先住民の社会に同化し、言葉を覚え、先住民の妻を貰った。良く知られた例がフランス系カナダ人のトゥーサン・シャルボノーとその妻サカガウィアであり、二人は1804年から1806年のルイス・クラーク探検隊に加わった。

## フランス人とインディアン
アンシャン・レジームのフランスは、インディアンが国王の臣民になり、良きキリスト教徒となることを願ったが、フランス本国との距離とフランス人の開拓者の数が少ないことのために、この方向には動かなかった。公式の言い回しでは、インディアンはフランス国王の臣民と見なされていたが、現実にはその数的優位性によってほとんど自律していた。知事など植民地の役人はその意志を強制する手段を持たず、しばしば妥協していた。インディアンはルイジアナのフランス人に基本的な支援を提供した。植民地人の生存を保証し、毛皮の交易に参加し、遠征があるときは道案内を務めた。インディアンとの同盟は、イギリスに対する戦いで特に重要であった。

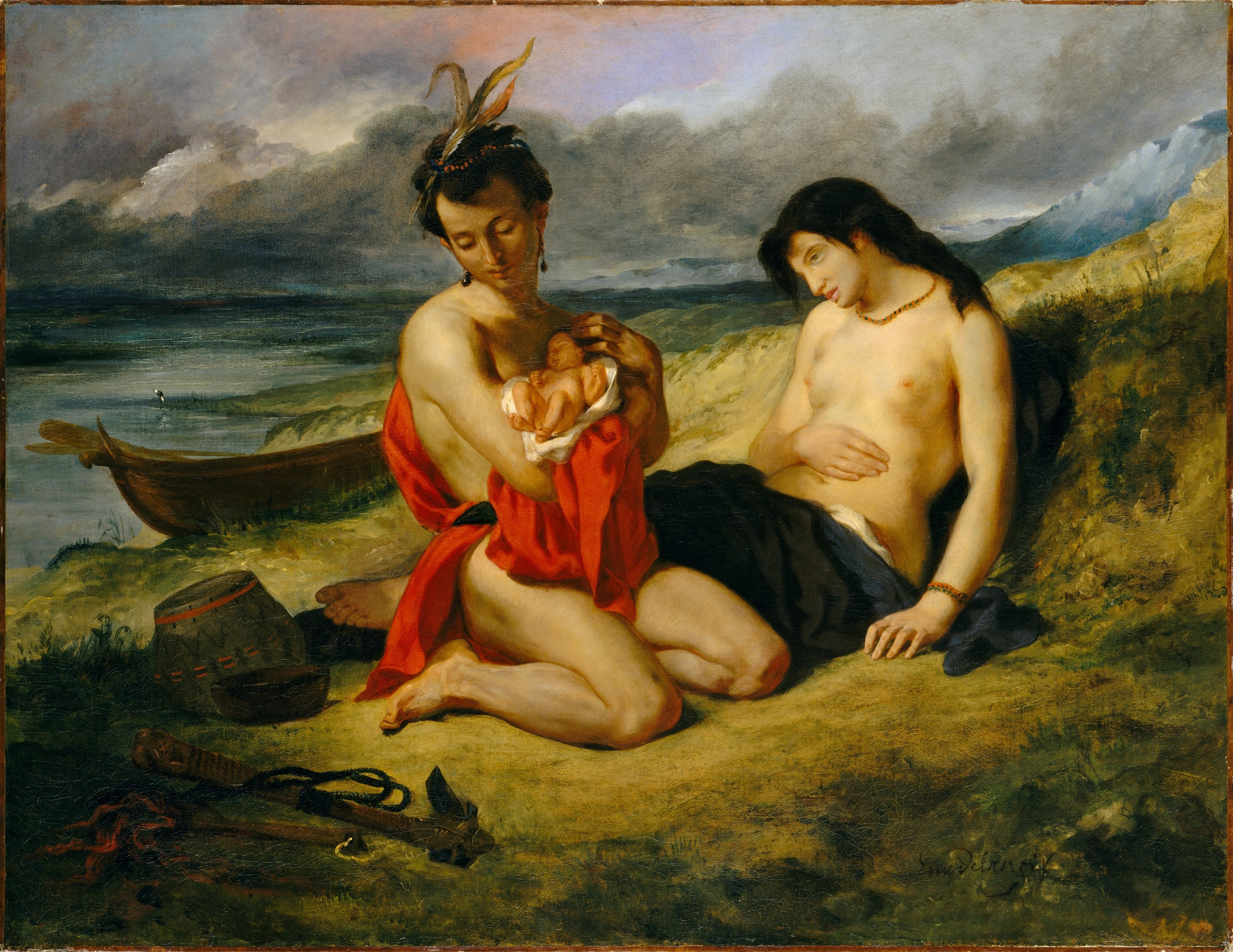
ウジェーヌ・ドラクロワ作 ナチェズ族, メトロポリタン美術館, 1832-1835. ナチェズ族はフランス領ルイジアナの激しい敵対者であった

フランス人とインディアンは多くの分野で互いに影響を与えあった。フランス人は、繊維、アルコール、武器などを購入するインディアンの言葉を学び、ときにはその信仰も採用した。「森の走者」や兵士はカヌーや鹿皮製の靴を借りた。彼らの多くは野生の米や熊や犬のような様々な肉などインディアンの食材を食べた。植民地人は食料の供給をインディアンに頼ることがあった。クレオール料理はこの相互の影響の産物である。例えば「サガミテ」はトウモロコシをドロドロに溶かし、熊の脂とベーコンを混ぜて煮込んだものである。今日、セミノール語源の「ジャンバラヤ」は肉と米を使いスパイスを効かせた多くの料理のことを指している。時にはシャーマンが伝統的な療法で植民地人を治療することもあった（傷にはモミの木の分泌液、ガラガラヘビの咬み傷にはゼンマイを使った）。
多くの開拓者がインディアンの戦闘力を賞賛し恐れてもいたが、その文化を侮り、白人よりも人種的に混じり合っていると見なす者もいた。1735年、ルイジアナでは政府の承認無しに人種間で結婚することを禁じた。イエズス会の聖職者はインディアンの放縦な生活を憤慨していたと想像される。幾つかの不一致（インディアンはトウモロコシ畑を荒らした豚を殺した）や、時には暴力的な対峙（フォックス族、ナチェズ族の蜂起やチカチャ族に対する遠征）があったが、フランス人の方が数が少なかったために、ルイジアナにおけるインディアンとの関係は概ね良好であった。フランスの帝国主義は幾つかの戦争とインディアンの一部の奴隷化に現れた。しかし、ほとんどの場合、両者の関係は対話と交渉に基づいて築かれていた。

## ルイジアナの経済

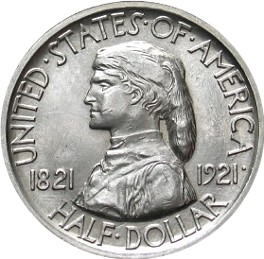
罠狩猟者の肖像

ルイジアナは大きく2つの地域に分けられ、それぞれ異なる経済の仕組みを持っていた。

### イリノイ郡
フランス領ルイジアナの人口も希な北方地域はミシシッピ川が縦横に流れ、その水量の多さもあって、主に穀草類の栽培に適していた。シャルトル砦、カスカスキア、プレーリー・デュ・ロシェおよびサン・ジュネヴィエーヴなどの集落にはわずかな農夫しか住んでいなかった。彼らは給与労働者を雇って土地を耕し、トウモロコシや小麦を育てた。畑は鋤で起こされた。馬、牛および豚を飼い、少しだが煙草、麻、亜麻および葡萄も育てた（ワインはほとんどフランスから輸入されていた）。農業は荒々しい気候や周期的に起こるミシシッピ川の洪水によって出来高を左右された。
イリノイ郡の交易所ではほとんど毛皮の交易に集中された。戦略的に重要な位置は質素ではあるが防御を施した。少数が石造りであった（シャルトル砦、ナイアガラ砦）。アメリカ人のマウンテンマンのように、「森の走者」がビーバーの毛皮や鹿の生皮を武器、衣類または粗雑な商品と交換した。地域の経済の仕組みは物々交換でなっていた。生皮や毛皮は後でヌーベルフランスの砦や町で売れた。イリノイ郡は塩と鉛を産し、ニューオーリンズに供給された。

### ローワー・ルイジアナ

#### プランテーション経済
ローワー・ルイジアナの経済は、奴隷を所有し働かせるプランテーションに基づいていた。プランテーションの所有者はニューオーリンズ市内に居を構え、農場の監督は会計係の者に任せていた。穀物は気候や地形に合わせて栽培された。生産物の一部はルイジアナで使われることを意図していた（トウモロコシ、野菜、米、家畜）。残りはフランスへ輸出された（タバコやインディゴ）。

#### ニューオーリンズの経済的役割
ニューオーリンズは何十年も単なる集落に過ぎなかったがルイジアナの経済的首都であった。植民地人は貿易を奨励する社会基盤を造った。運河は1723年に掘られた。ミシシッピ川岸の店は倉庫としても使われた。内陸から来た生皮やプランテーションの作物を輸出した。勿論、商業の中継点でもあった。店や市場ではプランテーションで作られる物ならなんでも販売された。
フランスからの船は偶にやってきて、食料（ラード、小麦など）、アルコールや様々な必需品（武器、工具、衣類、布）を持ってきた。毛皮は様々な商品が内陸から到来し港からはタバコやインディゴを本国に輸出した。しかし、これら輸出物は相対的に弱かった。ニューオーリンズからはフランス領西インド諸島に向けて材木や米、トウモロコシが売られた。

## 終焉

### 七年戦争とその結果
フランスとイギリスの間の敵対意識はヨーロッパでの七年戦争より2年も前に再び燃え上がったが、1763年のパリ条約締結よりも早くに静まることになった。フランスは戦争の初期（1754年-1757年）の間、同盟インディアンの貢献もあって幾つかの戦いに勝利していたが、後半（1758年-1760年）はカナダで敗北を繰り返した。モントリオールの降伏でルイジアナは孤立化した。
1763年2月10日に調印されたパリ条約では、フランスの北アメリカからの撤退が決まった。カナダとミシシッピ川以東の領土はイギリスに譲渡され、ニューオーリンズとミシシッピ川以西の領土はスペインに渡された。この決定によって植民地を離れたフランス人開拓者もいた。しかし、スペインが新しい領土に本格的に進出したのが遅かった（1766年）ので、スペイン人の移民はそれ程多くはならなかった。東部に成立したアメリカ合衆国は西部への拡大を目論んでいた。1795年には、ミシシッピ川の商業目的の航海がアメリカ人にも許可された。

### フランス領ルイジアナの束の間の刷新
フランス革命の間、ルイジアナはスペインの支配下にあって動揺していた。フランス語を話す民は本国に請願を送り、奴隷の反乱が1791年と1795年に起こった。
1800年10月1日に調印されたサン・イルデフォンソ条約では、パルマ侯爵領と引き替えにスペインがフランスに西部ルイジアナとニューオーリンズを戻すことになった。植民地の占領のためにナポレオンが送った軍隊はまず、サン＝ドマング（今日のハイチ）のハイチ革命を鎮圧することに使われた。サン＝ドマングで失敗し、イギリスとのアミアンの和約締結にも失敗したナポレオンは、1803年に新興のアメリカ合衆国にこの広大なルイジアナの領土を譲渡する決心をした。1803年、ルイジアナは8千万フラン（1,500万ドル）で売却された（詳しくは、「ルイジアナ買収」を参照）。アメリカの主権は1803年12月20日に確立された。

## 今日も残るフランスの遺産

ミネソタ州の州章（1983年 - 2024年）

フランスによるルイジアナの植民地化は、今日でも重要な意味を持つ文化的遺産を残した。フランス語とケイジャン語の継承は危機的状況になってきた。このために「ルイジアナにおけるフランス語の発展のための委員会」が1968年に創られた。議論の対象は、教えられるべきフランス語の方言、すなわちフランス語そのもの、カナダのフランス語、標準的ルイジアナのフランス語、あるいはケイジャン・フランス語である。今日、ルイジアナのケイジャンの多い地域ではカナダのアカディア人社会との協力関係を作り、学校で言語を再教育する教授を送って貰っている。2003年では、ルイジアナの人口の7％はフランス語を話し、他の多くは英語を母語としている。ルイジアナ州の人口の25％はフランス人を先祖に持ち、その姓がフランス起源となっている。
多くの市や村の名前もフランス起源となっている。例えば、セントルイス、デトロイト、バトンルージュ、ニューオーリンズおよびモービルである。また、かつてミネソタ州の州旗および州章はフランス起源であった（2024年にデザインを刷新）。歴史的なお祭りや記念行事はフランスの影が反映される。1999年、ルイジアナは設立から300周年を祝った。2001年、デトロイトも同様だった。2003年、ルイジアナ買収から200周年が祝われ、多くの行事や歴史を想起する公式の会議が開かれた。特定の場所にはフランスが残した文化的遺産を見聞できるものがある。最初に上げられる例がニューオーリンズ市内のフレンチ・クォーターである。フランス人が造った多くの砦も再建され観光客に公開されている。
ルイジアナ州の民事法体系はアメリカ合衆国の中で唯一、コモンロー系（英米法）ではなく、大陸法系であり特にフランス民法をベースにしている。
ルイジアナの文化の重要な部分は、フランス領時代にその根を見いだすことができる。クレオールの歌はブルースやジャズに影響を与えた。ケイジャン音楽はフランス語で歌われることが多く、今日でも生き残っている。ニューオーリンズのカーニバルはマルディ・グラで最高潮に達するが、長いローマ・カトリックの伝統を残したものである。

## 関連項目

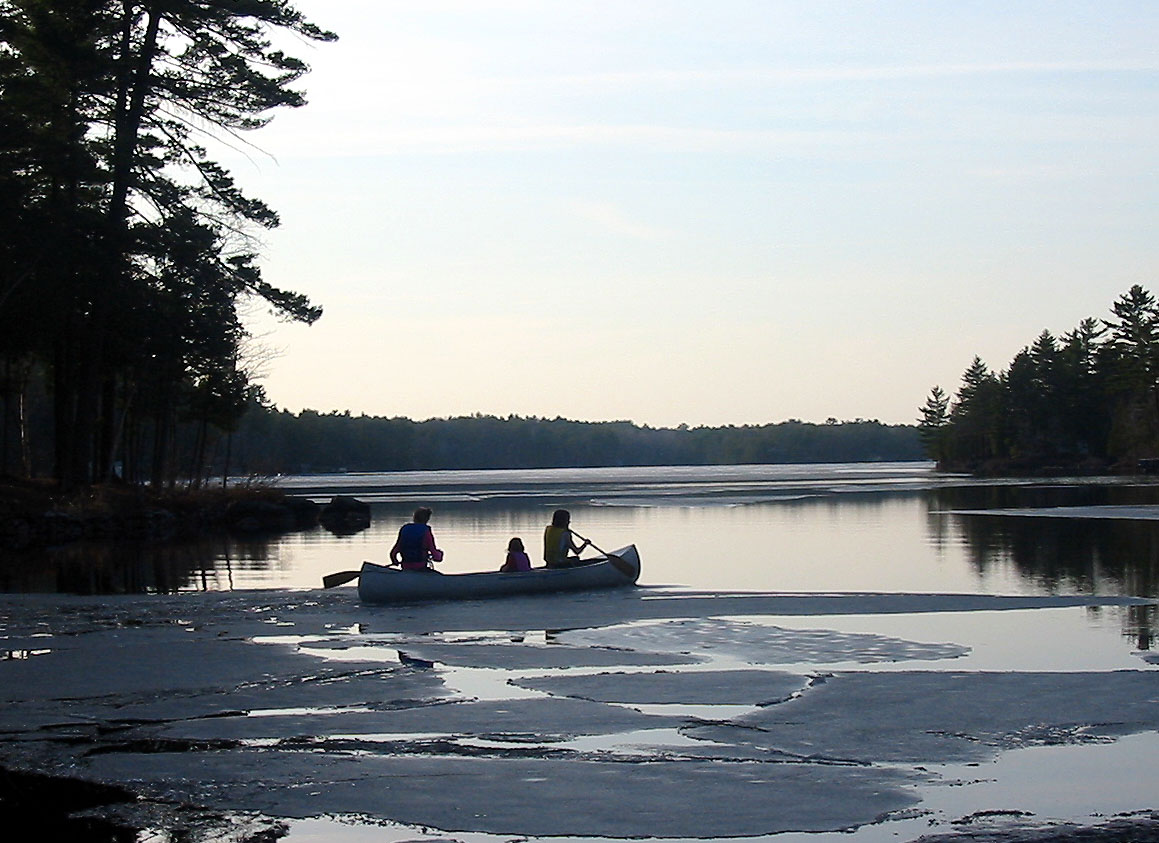
マスコカ湖